# عفنة أسطوانية الأبواغ
عفنة أسطوانية الأبواغ (الاسم العلمي:Mucor cylindrosporus) هي نوع من الفطريات تتبع جنس العفنة من الفصيلة العفنية.